# 劉巴
劉 巴（りゅう は）は、中国の後漢末期、及び三国時代の蜀漢の政治家。字は子初。祖父は劉曜、父は劉祥。

## 生涯
荊州零陵郡烝陽県の人。父の劉祥は江夏太守を務め、長沙太守の孫堅が董卓討伐軍を起こすとこれに呼応し、去就のはっきりしなかった南陽太守の張咨の殺害にも加担した。のちに南陽の民の反乱に遭い殺害されている。
才能に優れ、荊州牧の劉表の招聘がたびたびあり、若くして茂才に推挙されたが、これには応じなかった（『零陵先賢伝』によると、父との関係で劉表には疎まれており、劉表に殺害されそうになったことがある。また、劉先が甥の周不疑を劉巴の下で学ばせようとしたが、劉巴はこれを拒否している）。
建安13年（208年）、劉表が病没し、曹操が荊州に進出してくると、荊州の人士の多くが劉備に従って南下したが、劉巴は曹操の元に赴き臣従した。曹操は劉巴を掾にとりたて、長沙郡など荊州南部の三郡を平定させようとした（『零陵先賢伝』によると、桓階を派遣しようとしたが、桓階は辞退し、劉巴を推挙した。派遣の時期は烏林での敗北の後である）。しかし曹操が赤壁の戦いで敗れ、その後劉備が荊州に勢力を及ぼし長沙郡ほか荊州南部にも進出すると、曹操のもとへ戻れなくなってしまう。劉巴は劉備の臣になることを嫌い、交州へ逃亡した。劉備は劉巴に逃げられたことを残念に思った（『零陵先賢伝』によると、諸葛亮が引きとめたのを拒絶している。）。
張と改姓したが、まもなく太守の士燮と不仲になったため交州を去り（『零陵先賢伝』）、益州に赴いて牧の劉璋に身を寄せた。かつて父の劉祥が劉璋の父劉焉を孝廉に推挙したという縁があったため（この点は疑問視されてもいる）、劉璋の厚遇を受けた（『零陵先賢伝』）。劉璋が劉備を益州に招こうとした時、黄権と共にこれに猛反対し、病気と称して引きこもった（『零陵先賢伝』）。
劉備が益州を治めるようになると、劉巴は以前の罪を詫びたが、劉備は咎めなかった（『零陵先賢伝』によると、劉備に仕えることを嫌って隠遁した）。諸葛亮が劉巴を賞賛し推薦したため、劉備に仕官を請われ、左将軍西曹掾となった。建安24年（219年）、劉備が漢中王になると尚書となり、法正が死去すると尚書令となった。
劉巴は政治能力に優れており、諸葛亮・法正・李厳・伊籍と共に蜀の法律である『蜀科』を制定した（「伊籍伝」）。また、『零陵先賢伝』によると、軍需品の不足を心配する劉備に劉巴は「百銭の貨幣を鋳造し諸物価を安定させ、国が管理する市を立てれば良いでしょう」と進言し、劉備がこれに従ったところ数か月で蔵が一杯になった。
劉備が皇帝に即位すると、天の神と地の神への報告文や任命書を作成した（『零陵先賢伝』によると、劉備の皇帝即位が性急でかえって人心を失うと判断したため、雍茂と共にこれを諌めたが、劉備は別件で雍茂を処刑したため、結局人心を失ったとある）。劉備が夷陵の戦いで呉のため大敗し成都に戻らず永安にとどまると、永安に赴いている（「馬忠伝」）。
章武2年（222年）、若くして病死した。魏の陳羣が諸葛亮に劉巴の消息を手紙でたずねたところ、諸葛亮は劉巴に対して敬意を示したという。諸葛亮が奉じた李平の弾劾文に「行前監軍・征南将軍の劉巴」という同姓同名の人物が見られる（「李厳伝」）。
小説『三国志演義』では諸葛亮の北伐に参加しているが、この人物と混同されたと推測される。

## 逸話
劉巴は嫉み疑われることをはばかり、贅沢もせず、慎み深い質素な生活をした。その一方で士大夫としての自負が強く、『零陵先賢伝』によると、劉備の宿将で庶人出身の張飛が劉巴の元に泊まった際、劉巴は話もしようとしなかった。さすがに張飛はそのあと腹を立て、諸葛亮が劉巴に取りなしたが、劉巴は「大丈夫（立派な男）がこの世に生きて行くためには、当然四海の英雄と交わるべきです。どうして雑兵如き (張飛)と語り合う必要がありましょうか」と言うばかりだった。
ちなみにこの話を聞いた呉の張昭が主君の孫権に対して、「主君である劉備が張飛を深く信用していることを劉巴が知らない訳がないのにそうした態度を取るのは臣下としては良くない」と非難した。それに対し孫権は「主君の顔色を見て対応を変える方が却って人物を疑われるものである」として劉巴を弁護している（『零陵先賢伝』）。
孔明の遺した著作集「諸葛氏集」に収録されていたとされる文章に、「劉巴を薦むるを論ず」と題したのがある(「三国志」の「劉巴伝」の裴松之・注である『零陵先賢伝』にも収録されている)。これは建安19年〜23年（214年〜218年）頃に、劉備と孔明が劉巴の人物について論じたものだが、劉備はこの中で、「子初（劉巴）は才智絶人、孤（劉備）のごときはこれを任用すべきも、孤にあらざるものは任じ難し」と、あれほどの才能を持つ人物を使いこなせるのは私をおいてほかにはおるまい、と述べている。
孔明もこの劉備の言にこたえて、「儔作を帷幄の中に運らすは、吾、子初に如かざること遠し。枹鼓を揚げ軍門に会し、百姓をして喜勇せしむるがごときは、当に人とこれを議すべきのみ」（幕下において策謀をめぐらすことに関しては、私は、劉巴に遠く及ばない。撥と太鼓をもって陣営の門に立ち、百姓兵を喜び勇みたたせるぐらいであれば、あるいは私も人と議論はできるだろう）といったほどである。
劉備は成都攻略にあたって、指揮を執る将士たちに、「ことが定まった際には、成都の府庫内のあらゆる物を私は預からない」と約束した。成都を落とすと、将兵達は矛を捨て競って府庫に所蔵された財貨を取り合った。このため、軍用分が不足し劉備はこれを憂いた。
劉巴はこれに対して「心配するに及びません。百銭に値する貨幣を鋳造し、諸物価を安定させ、官吏に命じて官営市場を開かせましょう」と進言した。劉備がこれに従うと、数ヶ月で府庫は充たされた。(『零陵先賢伝』)